# Хахилево (Тверская область)
Хахилево — деревня в Весьегонском муниципальном округе Тверской области.

## География
Деревня находится в северо-восточной части Тверской области на расстоянии приблизительно 20 км на юг-юго-восток по прямой от районного центра города Весьегонск.

## История
Возрождена в 1630-50-е годы карелами-переселенцами на месте более раннего, но запустевшего в начале XVII века одноименного селения. В 1859 году был учтен 31 двор.
В 2020 году жилых домов — 27, нежилых — 15, разрушенных — 9. За деревней функционирует частная пилорама. Поля за деревней обрабатываются колхозом им. Чапаева,. До 2019 года входила в состав Чамеровского сельского поселения до упразднения последнего.

## Население
Численность населения: 149 человек (1859), 76 (100 % русские) 2002 году, 82 в 2010, 71 (2020).